# Computacenter
Computacenter plc er en britisk multinational it-virksomhed. De beskæftiger sig med forskellige konsulentydelser, outsourcing og support. De har hovedkvarter i Hatfield, Hertfordshire.
Computacenter blev etableret i UK i 1981 af Philip Hulme og Peter Ogden. I 2022 havde de 20.000 ansatte og en omsætning på 6,470 mia. britiske pund.